# Saint-Oyens
Saint-Oyens är en ort och kommun i distriktet Morges i kantonen Vaud, Schweiz. Kommunen har 451 invånare (2023).